# Ganádpuszta
Ganádpuszta Nagybörzsöny külterületi lakott helye. A falutól nyugatra fekszik, ott, ahol a településre vezető 12 112-es út kiágazik az Ipoly-völgyi 1201-es mellékútból. Népessége 16 fő (2001).

## Története
Ganádpuszta neve az Árpád-kori Ganád vagy Ganan település emlékét őrzi, amely azt birtokosáról, a Ganan családról kapta. Az egykori falu pontos helye ismeretlen. A névadó család első említése 1270-ből származik. Ezt követően a ganádi birtok részben vagy egészben többször gazdát cserélt. A 15. században a Ganan család leányági leszármazottainak és zálogbirtokosoknak a kezén volt. 1470 körül már valószínűleg nem volt itt gazdasági épület, mivel a terményt Berzsenyben és Tölgyesen tárolták, csak gazdálkodni jártak ide. A falu a század végén válhatott lakatlanná. Az esztergomi szandzsák 1570-es összeírása pusztaként említi. 1581-ben addigi birtokosa, Trombitás Péter ganádi pusztáját eladta Nagybörzsöny lakóinak.
1675-ben Esterházy Miklós Ganadpusztáért Doka Máté, Mihály, Gergely és István zselízi lakosoknak 100 ezüst tallérral adós maradt, amiért évente 40 szapu búzát adott nekik, amíg az összeg ki nem telt. A Ráczkevi Sámuel által adott levelet pedig ennek fejében átadták Esterházy ispánjának Musik Jánosnak.
1986-ig csak egy romos pajta állt itt, ekkor egy herpetológiai farm kezdte meg működését. Miután ez 1991-ben elköltözött, díjugrató lótenyészet működött a pusztán. 1999-ben merült fel a gyümölcsfeldolgozás ötlete, de a gyakorlatban ez csak azután kezdődött meg, mikor 2001-ben luxemburgi tulajdonosok kezébe került a terület. Ezt követően gyülölcs-ültetvényeket hoztak létre, és a meglévő épületeket pincékkel egészítették ki.

## Gazdaság
Ganádpusztán gyümölcsborokat, likőrt és gyümölcsbor párlatot készítenek. Az italok alapját az itteni ültetvényeken termő, illetve a környékbeli termelőktől válogatott gyümölcsök alkotják. A betakarított gyümölcsöt a szlovákiai Szeredre szállítják, és ott készítik el a gyümölcsbor alapját, majd a pincékben fejeződik be a folyamat.